# Gambit Muzio
En escacs, el gambit Muzio, de vegades anomenat gambit Polerio és una línia d'obertura dins el gambit de rei en la qual les blanques sacrifiquen un cavall a canvi d'un gran avantatge de desenvolupament i possibilitats d'atac. Comença amb els moviments:
1.e4 e5
2.f4 exf4
3.Cf3 g5
4.Ac4 g4
5.O-O
Les blanques ofereixen un cavall, "amb la intenció d'aprofitar la feblesa de les negres a la columna-f" i preveient que l'atac subsegüent contra el rei negre serà irresistible. Altres gambits al 5è moviment de les blanques són 5.Axf7+ (gambit Lolli), 5.Cc3 (gambit McDonnell), 5.d4 (gambit Ghulam Kassim), i 5.Ce5 (gambit Salvio), però 5.0-0! és reconeguda generalment com a la millor opció de les blanques Les negres poden evitar el Muzio amb 4...Ag7.
L'Enciclopèdia d'Obertures d'Escacs classifica el gambit Muzio sota el codi C37.

## Història
L'obertura fou analitzada primerament per Giulio Cesare Polerio a les darreries del segle xvi; i la primera partida conservada fou disputada pel jugador napolità Geronimo Cascio, anotada a Il Puttino d'Alessandro Salvio, publicat el 1634. El nom de "gambit Muzio" aparegué a les primeries del segle xix creat per l'escriptor d'escacs anglès Jacob Sarratt, qui es va equivocar en atribuir l'obertura a Mutio d'Allesandro, un contemporani de Cascio, en la seva traducció de Il Puttino. En la seva forma original, les blanques feien servir l'enroc lliure italià, situant el rei a h1 i la torre a f1, cosa que permetia un atac més for, mercès al fet que els escacs de dama o d'alfil a la diagonal g1–a7 no estarien disponibles com a defensa.
L'obertura va assolir el seu màxim de popularitat a mitjan segle xix, en l'era Romàntica dels escacs, quan els sacrificis i els atacs radicals eren el cim de l'art escaquístic. La popularitat del gambit va declinar amb les millores en tècnica defensiva exemplificades per jugadors com ara Louis Paulsen i Wilhelm Steinitz; de tota manera, encara es pot veure de vegades, especialment a nivell d'aficionats.

## Anàlisi
1. e4 e5 2. f4 exf4 3. Cf3 g5 4. Ac4 g4 5. 0-0 gxf3
Si les negres posposen prendre el cavall amb 5...d5?!, les blanques obtenen un fort atac començant amb 6.exd5 o 6.Axd5.
6. Dxf3 Df6 (diagrama)
|   | a | b | c | d | e | f | g | h |   |
| 8 | a8 negres torre · b8 negres cavall · c8 negres alfil · e8 negres rei · f8 negres alfil · g8 negres cavall · h8 negres torre · a7 negres peó · b7 negres peó · c7 negres peó · d7 negres peó · f7 negres peó · h7 negres peó · f6 negres dama · c4 blanques alfil · e4 blanques peó · f4 negres peó · f3 blanques dama · a2 blanques peó · b2 blanques peó · c2 blanques peó · d2 blanques peó · g2 blanques peó · h2 blanques peó · a1 blanques torre · b1 blanques cavall · c1 blanques alfil · f1 blanques torre · g1 blanques rei | a8 negres torre · b8 negres cavall · c8 negres alfil · e8 negres rei · f8 negres alfil · g8 negres cavall · h8 negres torre · a7 negres peó · b7 negres peó · c7 negres peó · d7 negres peó · f7 negres peó · h7 negres peó · f6 negres dama · c4 blanques alfil · e4 blanques peó · f4 negres peó · f3 blanques dama · a2 blanques peó · b2 blanques peó · c2 blanques peó · d2 blanques peó · g2 blanques peó · h2 blanques peó · a1 blanques torre · b1 blanques cavall · c1 blanques alfil · f1 blanques torre · g1 blanques rei | a8 negres torre · b8 negres cavall · c8 negres alfil · e8 negres rei · f8 negres alfil · g8 negres cavall · h8 negres torre · a7 negres peó · b7 negres peó · c7 negres peó · d7 negres peó · f7 negres peó · h7 negres peó · f6 negres dama · c4 blanques alfil · e4 blanques peó · f4 negres peó · f3 blanques dama · a2 blanques peó · b2 blanques peó · c2 blanques peó · d2 blanques peó · g2 blanques peó · h2 blanques peó · a1 blanques torre · b1 blanques cavall · c1 blanques alfil · f1 blanques torre · g1 blanques rei | a8 negres torre · b8 negres cavall · c8 negres alfil · e8 negres rei · f8 negres alfil · g8 negres cavall · h8 negres torre · a7 negres peó · b7 negres peó · c7 negres peó · d7 negres peó · f7 negres peó · h7 negres peó · f6 negres dama · c4 blanques alfil · e4 blanques peó · f4 negres peó · f3 blanques dama · a2 blanques peó · b2 blanques peó · c2 blanques peó · d2 blanques peó · g2 blanques peó · h2 blanques peó · a1 blanques torre · b1 blanques cavall · c1 blanques alfil · f1 blanques torre · g1 blanques rei | a8 negres torre · b8 negres cavall · c8 negres alfil · e8 negres rei · f8 negres alfil · g8 negres cavall · h8 negres torre · a7 negres peó · b7 negres peó · c7 negres peó · d7 negres peó · f7 negres peó · h7 negres peó · f6 negres dama · c4 blanques alfil · e4 blanques peó · f4 negres peó · f3 blanques dama · a2 blanques peó · b2 blanques peó · c2 blanques peó · d2 blanques peó · g2 blanques peó · h2 blanques peó · a1 blanques torre · b1 blanques cavall · c1 blanques alfil · f1 blanques torre · g1 blanques rei | a8 negres torre · b8 negres cavall · c8 negres alfil · e8 negres rei · f8 negres alfil · g8 negres cavall · h8 negres torre · a7 negres peó · b7 negres peó · c7 negres peó · d7 negres peó · f7 negres peó · h7 negres peó · f6 negres dama · c4 blanques alfil · e4 blanques peó · f4 negres peó · f3 blanques dama · a2 blanques peó · b2 blanques peó · c2 blanques peó · d2 blanques peó · g2 blanques peó · h2 blanques peó · a1 blanques torre · b1 blanques cavall · c1 blanques alfil · f1 blanques torre · g1 blanques rei | a8 negres torre · b8 negres cavall · c8 negres alfil · e8 negres rei · f8 negres alfil · g8 negres cavall · h8 negres torre · a7 negres peó · b7 negres peó · c7 negres peó · d7 negres peó · f7 negres peó · h7 negres peó · f6 negres dama · c4 blanques alfil · e4 blanques peó · f4 negres peó · f3 blanques dama · a2 blanques peó · b2 blanques peó · c2 blanques peó · d2 blanques peó · g2 blanques peó · h2 blanques peó · a1 blanques torre · b1 blanques cavall · c1 blanques alfil · f1 blanques torre · g1 blanques rei | a8 negres torre · b8 negres cavall · c8 negres alfil · e8 negres rei · f8 negres alfil · g8 negres cavall · h8 negres torre · a7 negres peó · b7 negres peó · c7 negres peó · d7 negres peó · f7 negres peó · h7 negres peó · f6 negres dama · c4 blanques alfil · e4 blanques peó · f4 negres peó · f3 blanques dama · a2 blanques peó · b2 blanques peó · c2 blanques peó · d2 blanques peó · g2 blanques peó · h2 blanques peó · a1 blanques torre · b1 blanques cavall · c1 blanques alfil · f1 blanques torre · g1 blanques rei | 8 |
| 7 | a8 negres torre · b8 negres cavall · c8 negres alfil · e8 negres rei · f8 negres alfil · g8 negres cavall · h8 negres torre · a7 negres peó · b7 negres peó · c7 negres peó · d7 negres peó · f7 negres peó · h7 negres peó · f6 negres dama · c4 blanques alfil · e4 blanques peó · f4 negres peó · f3 blanques dama · a2 blanques peó · b2 blanques peó · c2 blanques peó · d2 blanques peó · g2 blanques peó · h2 blanques peó · a1 blanques torre · b1 blanques cavall · c1 blanques alfil · f1 blanques torre · g1 blanques rei | a8 negres torre · b8 negres cavall · c8 negres alfil · e8 negres rei · f8 negres alfil · g8 negres cavall · h8 negres torre · a7 negres peó · b7 negres peó · c7 negres peó · d7 negres peó · f7 negres peó · h7 negres peó · f6 negres dama · c4 blanques alfil · e4 blanques peó · f4 negres peó · f3 blanques dama · a2 blanques peó · b2 blanques peó · c2 blanques peó · d2 blanques peó · g2 blanques peó · h2 blanques peó · a1 blanques torre · b1 blanques cavall · c1 blanques alfil · f1 blanques torre · g1 blanques rei | a8 negres torre · b8 negres cavall · c8 negres alfil · e8 negres rei · f8 negres alfil · g8 negres cavall · h8 negres torre · a7 negres peó · b7 negres peó · c7 negres peó · d7 negres peó · f7 negres peó · h7 negres peó · f6 negres dama · c4 blanques alfil · e4 blanques peó · f4 negres peó · f3 blanques dama · a2 blanques peó · b2 blanques peó · c2 blanques peó · d2 blanques peó · g2 blanques peó · h2 blanques peó · a1 blanques torre · b1 blanques cavall · c1 blanques alfil · f1 blanques torre · g1 blanques rei | a8 negres torre · b8 negres cavall · c8 negres alfil · e8 negres rei · f8 negres alfil · g8 negres cavall · h8 negres torre · a7 negres peó · b7 negres peó · c7 negres peó · d7 negres peó · f7 negres peó · h7 negres peó · f6 negres dama · c4 blanques alfil · e4 blanques peó · f4 negres peó · f3 blanques dama · a2 blanques peó · b2 blanques peó · c2 blanques peó · d2 blanques peó · g2 blanques peó · h2 blanques peó · a1 blanques torre · b1 blanques cavall · c1 blanques alfil · f1 blanques torre · g1 blanques rei | a8 negres torre · b8 negres cavall · c8 negres alfil · e8 negres rei · f8 negres alfil · g8 negres cavall · h8 negres torre · a7 negres peó · b7 negres peó · c7 negres peó · d7 negres peó · f7 negres peó · h7 negres peó · f6 negres dama · c4 blanques alfil · e4 blanques peó · f4 negres peó · f3 blanques dama · a2 blanques peó · b2 blanques peó · c2 blanques peó · d2 blanques peó · g2 blanques peó · h2 blanques peó · a1 blanques torre · b1 blanques cavall · c1 blanques alfil · f1 blanques torre · g1 blanques rei | a8 negres torre · b8 negres cavall · c8 negres alfil · e8 negres rei · f8 negres alfil · g8 negres cavall · h8 negres torre · a7 negres peó · b7 negres peó · c7 negres peó · d7 negres peó · f7 negres peó · h7 negres peó · f6 negres dama · c4 blanques alfil · e4 blanques peó · f4 negres peó · f3 blanques dama · a2 blanques peó · b2 blanques peó · c2 blanques peó · d2 blanques peó · g2 blanques peó · h2 blanques peó · a1 blanques torre · b1 blanques cavall · c1 blanques alfil · f1 blanques torre · g1 blanques rei | a8 negres torre · b8 negres cavall · c8 negres alfil · e8 negres rei · f8 negres alfil · g8 negres cavall · h8 negres torre · a7 negres peó · b7 negres peó · c7 negres peó · d7 negres peó · f7 negres peó · h7 negres peó · f6 negres dama · c4 blanques alfil · e4 blanques peó · f4 negres peó · f3 blanques dama · a2 blanques peó · b2 blanques peó · c2 blanques peó · d2 blanques peó · g2 blanques peó · h2 blanques peó · a1 blanques torre · b1 blanques cavall · c1 blanques alfil · f1 blanques torre · g1 blanques rei | a8 negres torre · b8 negres cavall · c8 negres alfil · e8 negres rei · f8 negres alfil · g8 negres cavall · h8 negres torre · a7 negres peó · b7 negres peó · c7 negres peó · d7 negres peó · f7 negres peó · h7 negres peó · f6 negres dama · c4 blanques alfil · e4 blanques peó · f4 negres peó · f3 blanques dama · a2 blanques peó · b2 blanques peó · c2 blanques peó · d2 blanques peó · g2 blanques peó · h2 blanques peó · a1 blanques torre · b1 blanques cavall · c1 blanques alfil · f1 blanques torre · g1 blanques rei | 7 |
| 6 | a8 negres torre · b8 negres cavall · c8 negres alfil · e8 negres rei · f8 negres alfil · g8 negres cavall · h8 negres torre · a7 negres peó · b7 negres peó · c7 negres peó · d7 negres peó · f7 negres peó · h7 negres peó · f6 negres dama · c4 blanques alfil · e4 blanques peó · f4 negres peó · f3 blanques dama · a2 blanques peó · b2 blanques peó · c2 blanques peó · d2 blanques peó · g2 blanques peó · h2 blanques peó · a1 blanques torre · b1 blanques cavall · c1 blanques alfil · f1 blanques torre · g1 blanques rei | a8 negres torre · b8 negres cavall · c8 negres alfil · e8 negres rei · f8 negres alfil · g8 negres cavall · h8 negres torre · a7 negres peó · b7 negres peó · c7 negres peó · d7 negres peó · f7 negres peó · h7 negres peó · f6 negres dama · c4 blanques alfil · e4 blanques peó · f4 negres peó · f3 blanques dama · a2 blanques peó · b2 blanques peó · c2 blanques peó · d2 blanques peó · g2 blanques peó · h2 blanques peó · a1 blanques torre · b1 blanques cavall · c1 blanques alfil · f1 blanques torre · g1 blanques rei | a8 negres torre · b8 negres cavall · c8 negres alfil · e8 negres rei · f8 negres alfil · g8 negres cavall · h8 negres torre · a7 negres peó · b7 negres peó · c7 negres peó · d7 negres peó · f7 negres peó · h7 negres peó · f6 negres dama · c4 blanques alfil · e4 blanques peó · f4 negres peó · f3 blanques dama · a2 blanques peó · b2 blanques peó · c2 blanques peó · d2 blanques peó · g2 blanques peó · h2 blanques peó · a1 blanques torre · b1 blanques cavall · c1 blanques alfil · f1 blanques torre · g1 blanques rei | a8 negres torre · b8 negres cavall · c8 negres alfil · e8 negres rei · f8 negres alfil · g8 negres cavall · h8 negres torre · a7 negres peó · b7 negres peó · c7 negres peó · d7 negres peó · f7 negres peó · h7 negres peó · f6 negres dama · c4 blanques alfil · e4 blanques peó · f4 negres peó · f3 blanques dama · a2 blanques peó · b2 blanques peó · c2 blanques peó · d2 blanques peó · g2 blanques peó · h2 blanques peó · a1 blanques torre · b1 blanques cavall · c1 blanques alfil · f1 blanques torre · g1 blanques rei | a8 negres torre · b8 negres cavall · c8 negres alfil · e8 negres rei · f8 negres alfil · g8 negres cavall · h8 negres torre · a7 negres peó · b7 negres peó · c7 negres peó · d7 negres peó · f7 negres peó · h7 negres peó · f6 negres dama · c4 blanques alfil · e4 blanques peó · f4 negres peó · f3 blanques dama · a2 blanques peó · b2 blanques peó · c2 blanques peó · d2 blanques peó · g2 blanques peó · h2 blanques peó · a1 blanques torre · b1 blanques cavall · c1 blanques alfil · f1 blanques torre · g1 blanques rei | a8 negres torre · b8 negres cavall · c8 negres alfil · e8 negres rei · f8 negres alfil · g8 negres cavall · h8 negres torre · a7 negres peó · b7 negres peó · c7 negres peó · d7 negres peó · f7 negres peó · h7 negres peó · f6 negres dama · c4 blanques alfil · e4 blanques peó · f4 negres peó · f3 blanques dama · a2 blanques peó · b2 blanques peó · c2 blanques peó · d2 blanques peó · g2 blanques peó · h2 blanques peó · a1 blanques torre · b1 blanques cavall · c1 blanques alfil · f1 blanques torre · g1 blanques rei | a8 negres torre · b8 negres cavall · c8 negres alfil · e8 negres rei · f8 negres alfil · g8 negres cavall · h8 negres torre · a7 negres peó · b7 negres peó · c7 negres peó · d7 negres peó · f7 negres peó · h7 negres peó · f6 negres dama · c4 blanques alfil · e4 blanques peó · f4 negres peó · f3 blanques dama · a2 blanques peó · b2 blanques peó · c2 blanques peó · d2 blanques peó · g2 blanques peó · h2 blanques peó · a1 blanques torre · b1 blanques cavall · c1 blanques alfil · f1 blanques torre · g1 blanques rei | a8 negres torre · b8 negres cavall · c8 negres alfil · e8 negres rei · f8 negres alfil · g8 negres cavall · h8 negres torre · a7 negres peó · b7 negres peó · c7 negres peó · d7 negres peó · f7 negres peó · h7 negres peó · f6 negres dama · c4 blanques alfil · e4 blanques peó · f4 negres peó · f3 blanques dama · a2 blanques peó · b2 blanques peó · c2 blanques peó · d2 blanques peó · g2 blanques peó · h2 blanques peó · a1 blanques torre · b1 blanques cavall · c1 blanques alfil · f1 blanques torre · g1 blanques rei | 6 |
| 5 | a8 negres torre · b8 negres cavall · c8 negres alfil · e8 negres rei · f8 negres alfil · g8 negres cavall · h8 negres torre · a7 negres peó · b7 negres peó · c7 negres peó · d7 negres peó · f7 negres peó · h7 negres peó · f6 negres dama · c4 blanques alfil · e4 blanques peó · f4 negres peó · f3 blanques dama · a2 blanques peó · b2 blanques peó · c2 blanques peó · d2 blanques peó · g2 blanques peó · h2 blanques peó · a1 blanques torre · b1 blanques cavall · c1 blanques alfil · f1 blanques torre · g1 blanques rei | a8 negres torre · b8 negres cavall · c8 negres alfil · e8 negres rei · f8 negres alfil · g8 negres cavall · h8 negres torre · a7 negres peó · b7 negres peó · c7 negres peó · d7 negres peó · f7 negres peó · h7 negres peó · f6 negres dama · c4 blanques alfil · e4 blanques peó · f4 negres peó · f3 blanques dama · a2 blanques peó · b2 blanques peó · c2 blanques peó · d2 blanques peó · g2 blanques peó · h2 blanques peó · a1 blanques torre · b1 blanques cavall · c1 blanques alfil · f1 blanques torre · g1 blanques rei | a8 negres torre · b8 negres cavall · c8 negres alfil · e8 negres rei · f8 negres alfil · g8 negres cavall · h8 negres torre · a7 negres peó · b7 negres peó · c7 negres peó · d7 negres peó · f7 negres peó · h7 negres peó · f6 negres dama · c4 blanques alfil · e4 blanques peó · f4 negres peó · f3 blanques dama · a2 blanques peó · b2 blanques peó · c2 blanques peó · d2 blanques peó · g2 blanques peó · h2 blanques peó · a1 blanques torre · b1 blanques cavall · c1 blanques alfil · f1 blanques torre · g1 blanques rei | a8 negres torre · b8 negres cavall · c8 negres alfil · e8 negres rei · f8 negres alfil · g8 negres cavall · h8 negres torre · a7 negres peó · b7 negres peó · c7 negres peó · d7 negres peó · f7 negres peó · h7 negres peó · f6 negres dama · c4 blanques alfil · e4 blanques peó · f4 negres peó · f3 blanques dama · a2 blanques peó · b2 blanques peó · c2 blanques peó · d2 blanques peó · g2 blanques peó · h2 blanques peó · a1 blanques torre · b1 blanques cavall · c1 blanques alfil · f1 blanques torre · g1 blanques rei | a8 negres torre · b8 negres cavall · c8 negres alfil · e8 negres rei · f8 negres alfil · g8 negres cavall · h8 negres torre · a7 negres peó · b7 negres peó · c7 negres peó · d7 negres peó · f7 negres peó · h7 negres peó · f6 negres dama · c4 blanques alfil · e4 blanques peó · f4 negres peó · f3 blanques dama · a2 blanques peó · b2 blanques peó · c2 blanques peó · d2 blanques peó · g2 blanques peó · h2 blanques peó · a1 blanques torre · b1 blanques cavall · c1 blanques alfil · f1 blanques torre · g1 blanques rei | a8 negres torre · b8 negres cavall · c8 negres alfil · e8 negres rei · f8 negres alfil · g8 negres cavall · h8 negres torre · a7 negres peó · b7 negres peó · c7 negres peó · d7 negres peó · f7 negres peó · h7 negres peó · f6 negres dama · c4 blanques alfil · e4 blanques peó · f4 negres peó · f3 blanques dama · a2 blanques peó · b2 blanques peó · c2 blanques peó · d2 blanques peó · g2 blanques peó · h2 blanques peó · a1 blanques torre · b1 blanques cavall · c1 blanques alfil · f1 blanques torre · g1 blanques rei | a8 negres torre · b8 negres cavall · c8 negres alfil · e8 negres rei · f8 negres alfil · g8 negres cavall · h8 negres torre · a7 negres peó · b7 negres peó · c7 negres peó · d7 negres peó · f7 negres peó · h7 negres peó · f6 negres dama · c4 blanques alfil · e4 blanques peó · f4 negres peó · f3 blanques dama · a2 blanques peó · b2 blanques peó · c2 blanques peó · d2 blanques peó · g2 blanques peó · h2 blanques peó · a1 blanques torre · b1 blanques cavall · c1 blanques alfil · f1 blanques torre · g1 blanques rei | a8 negres torre · b8 negres cavall · c8 negres alfil · e8 negres rei · f8 negres alfil · g8 negres cavall · h8 negres torre · a7 negres peó · b7 negres peó · c7 negres peó · d7 negres peó · f7 negres peó · h7 negres peó · f6 negres dama · c4 blanques alfil · e4 blanques peó · f4 negres peó · f3 blanques dama · a2 blanques peó · b2 blanques peó · c2 blanques peó · d2 blanques peó · g2 blanques peó · h2 blanques peó · a1 blanques torre · b1 blanques cavall · c1 blanques alfil · f1 blanques torre · g1 blanques rei | 5 |
| 4 | a8 negres torre · b8 negres cavall · c8 negres alfil · e8 negres rei · f8 negres alfil · g8 negres cavall · h8 negres torre · a7 negres peó · b7 negres peó · c7 negres peó · d7 negres peó · f7 negres peó · h7 negres peó · f6 negres dama · c4 blanques alfil · e4 blanques peó · f4 negres peó · f3 blanques dama · a2 blanques peó · b2 blanques peó · c2 blanques peó · d2 blanques peó · g2 blanques peó · h2 blanques peó · a1 blanques torre · b1 blanques cavall · c1 blanques alfil · f1 blanques torre · g1 blanques rei | a8 negres torre · b8 negres cavall · c8 negres alfil · e8 negres rei · f8 negres alfil · g8 negres cavall · h8 negres torre · a7 negres peó · b7 negres peó · c7 negres peó · d7 negres peó · f7 negres peó · h7 negres peó · f6 negres dama · c4 blanques alfil · e4 blanques peó · f4 negres peó · f3 blanques dama · a2 blanques peó · b2 blanques peó · c2 blanques peó · d2 blanques peó · g2 blanques peó · h2 blanques peó · a1 blanques torre · b1 blanques cavall · c1 blanques alfil · f1 blanques torre · g1 blanques rei | a8 negres torre · b8 negres cavall · c8 negres alfil · e8 negres rei · f8 negres alfil · g8 negres cavall · h8 negres torre · a7 negres peó · b7 negres peó · c7 negres peó · d7 negres peó · f7 negres peó · h7 negres peó · f6 negres dama · c4 blanques alfil · e4 blanques peó · f4 negres peó · f3 blanques dama · a2 blanques peó · b2 blanques peó · c2 blanques peó · d2 blanques peó · g2 blanques peó · h2 blanques peó · a1 blanques torre · b1 blanques cavall · c1 blanques alfil · f1 blanques torre · g1 blanques rei | a8 negres torre · b8 negres cavall · c8 negres alfil · e8 negres rei · f8 negres alfil · g8 negres cavall · h8 negres torre · a7 negres peó · b7 negres peó · c7 negres peó · d7 negres peó · f7 negres peó · h7 negres peó · f6 negres dama · c4 blanques alfil · e4 blanques peó · f4 negres peó · f3 blanques dama · a2 blanques peó · b2 blanques peó · c2 blanques peó · d2 blanques peó · g2 blanques peó · h2 blanques peó · a1 blanques torre · b1 blanques cavall · c1 blanques alfil · f1 blanques torre · g1 blanques rei | a8 negres torre · b8 negres cavall · c8 negres alfil · e8 negres rei · f8 negres alfil · g8 negres cavall · h8 negres torre · a7 negres peó · b7 negres peó · c7 negres peó · d7 negres peó · f7 negres peó · h7 negres peó · f6 negres dama · c4 blanques alfil · e4 blanques peó · f4 negres peó · f3 blanques dama · a2 blanques peó · b2 blanques peó · c2 blanques peó · d2 blanques peó · g2 blanques peó · h2 blanques peó · a1 blanques torre · b1 blanques cavall · c1 blanques alfil · f1 blanques torre · g1 blanques rei | a8 negres torre · b8 negres cavall · c8 negres alfil · e8 negres rei · f8 negres alfil · g8 negres cavall · h8 negres torre · a7 negres peó · b7 negres peó · c7 negres peó · d7 negres peó · f7 negres peó · h7 negres peó · f6 negres dama · c4 blanques alfil · e4 blanques peó · f4 negres peó · f3 blanques dama · a2 blanques peó · b2 blanques peó · c2 blanques peó · d2 blanques peó · g2 blanques peó · h2 blanques peó · a1 blanques torre · b1 blanques cavall · c1 blanques alfil · f1 blanques torre · g1 blanques rei | a8 negres torre · b8 negres cavall · c8 negres alfil · e8 negres rei · f8 negres alfil · g8 negres cavall · h8 negres torre · a7 negres peó · b7 negres peó · c7 negres peó · d7 negres peó · f7 negres peó · h7 negres peó · f6 negres dama · c4 blanques alfil · e4 blanques peó · f4 negres peó · f3 blanques dama · a2 blanques peó · b2 blanques peó · c2 blanques peó · d2 blanques peó · g2 blanques peó · h2 blanques peó · a1 blanques torre · b1 blanques cavall · c1 blanques alfil · f1 blanques torre · g1 blanques rei | a8 negres torre · b8 negres cavall · c8 negres alfil · e8 negres rei · f8 negres alfil · g8 negres cavall · h8 negres torre · a7 negres peó · b7 negres peó · c7 negres peó · d7 negres peó · f7 negres peó · h7 negres peó · f6 negres dama · c4 blanques alfil · e4 blanques peó · f4 negres peó · f3 blanques dama · a2 blanques peó · b2 blanques peó · c2 blanques peó · d2 blanques peó · g2 blanques peó · h2 blanques peó · a1 blanques torre · b1 blanques cavall · c1 blanques alfil · f1 blanques torre · g1 blanques rei | 4 |
| 3 | a8 negres torre · b8 negres cavall · c8 negres alfil · e8 negres rei · f8 negres alfil · g8 negres cavall · h8 negres torre · a7 negres peó · b7 negres peó · c7 negres peó · d7 negres peó · f7 negres peó · h7 negres peó · f6 negres dama · c4 blanques alfil · e4 blanques peó · f4 negres peó · f3 blanques dama · a2 blanques peó · b2 blanques peó · c2 blanques peó · d2 blanques peó · g2 blanques peó · h2 blanques peó · a1 blanques torre · b1 blanques cavall · c1 blanques alfil · f1 blanques torre · g1 blanques rei | a8 negres torre · b8 negres cavall · c8 negres alfil · e8 negres rei · f8 negres alfil · g8 negres cavall · h8 negres torre · a7 negres peó · b7 negres peó · c7 negres peó · d7 negres peó · f7 negres peó · h7 negres peó · f6 negres dama · c4 blanques alfil · e4 blanques peó · f4 negres peó · f3 blanques dama · a2 blanques peó · b2 blanques peó · c2 blanques peó · d2 blanques peó · g2 blanques peó · h2 blanques peó · a1 blanques torre · b1 blanques cavall · c1 blanques alfil · f1 blanques torre · g1 blanques rei | a8 negres torre · b8 negres cavall · c8 negres alfil · e8 negres rei · f8 negres alfil · g8 negres cavall · h8 negres torre · a7 negres peó · b7 negres peó · c7 negres peó · d7 negres peó · f7 negres peó · h7 negres peó · f6 negres dama · c4 blanques alfil · e4 blanques peó · f4 negres peó · f3 blanques dama · a2 blanques peó · b2 blanques peó · c2 blanques peó · d2 blanques peó · g2 blanques peó · h2 blanques peó · a1 blanques torre · b1 blanques cavall · c1 blanques alfil · f1 blanques torre · g1 blanques rei | a8 negres torre · b8 negres cavall · c8 negres alfil · e8 negres rei · f8 negres alfil · g8 negres cavall · h8 negres torre · a7 negres peó · b7 negres peó · c7 negres peó · d7 negres peó · f7 negres peó · h7 negres peó · f6 negres dama · c4 blanques alfil · e4 blanques peó · f4 negres peó · f3 blanques dama · a2 blanques peó · b2 blanques peó · c2 blanques peó · d2 blanques peó · g2 blanques peó · h2 blanques peó · a1 blanques torre · b1 blanques cavall · c1 blanques alfil · f1 blanques torre · g1 blanques rei | a8 negres torre · b8 negres cavall · c8 negres alfil · e8 negres rei · f8 negres alfil · g8 negres cavall · h8 negres torre · a7 negres peó · b7 negres peó · c7 negres peó · d7 negres peó · f7 negres peó · h7 negres peó · f6 negres dama · c4 blanques alfil · e4 blanques peó · f4 negres peó · f3 blanques dama · a2 blanques peó · b2 blanques peó · c2 blanques peó · d2 blanques peó · g2 blanques peó · h2 blanques peó · a1 blanques torre · b1 blanques cavall · c1 blanques alfil · f1 blanques torre · g1 blanques rei | a8 negres torre · b8 negres cavall · c8 negres alfil · e8 negres rei · f8 negres alfil · g8 negres cavall · h8 negres torre · a7 negres peó · b7 negres peó · c7 negres peó · d7 negres peó · f7 negres peó · h7 negres peó · f6 negres dama · c4 blanques alfil · e4 blanques peó · f4 negres peó · f3 blanques dama · a2 blanques peó · b2 blanques peó · c2 blanques peó · d2 blanques peó · g2 blanques peó · h2 blanques peó · a1 blanques torre · b1 blanques cavall · c1 blanques alfil · f1 blanques torre · g1 blanques rei | a8 negres torre · b8 negres cavall · c8 negres alfil · e8 negres rei · f8 negres alfil · g8 negres cavall · h8 negres torre · a7 negres peó · b7 negres peó · c7 negres peó · d7 negres peó · f7 negres peó · h7 negres peó · f6 negres dama · c4 blanques alfil · e4 blanques peó · f4 negres peó · f3 blanques dama · a2 blanques peó · b2 blanques peó · c2 blanques peó · d2 blanques peó · g2 blanques peó · h2 blanques peó · a1 blanques torre · b1 blanques cavall · c1 blanques alfil · f1 blanques torre · g1 blanques rei | a8 negres torre · b8 negres cavall · c8 negres alfil · e8 negres rei · f8 negres alfil · g8 negres cavall · h8 negres torre · a7 negres peó · b7 negres peó · c7 negres peó · d7 negres peó · f7 negres peó · h7 negres peó · f6 negres dama · c4 blanques alfil · e4 blanques peó · f4 negres peó · f3 blanques dama · a2 blanques peó · b2 blanques peó · c2 blanques peó · d2 blanques peó · g2 blanques peó · h2 blanques peó · a1 blanques torre · b1 blanques cavall · c1 blanques alfil · f1 blanques torre · g1 blanques rei | 3 |
| 2 | a8 negres torre · b8 negres cavall · c8 negres alfil · e8 negres rei · f8 negres alfil · g8 negres cavall · h8 negres torre · a7 negres peó · b7 negres peó · c7 negres peó · d7 negres peó · f7 negres peó · h7 negres peó · f6 negres dama · c4 blanques alfil · e4 blanques peó · f4 negres peó · f3 blanques dama · a2 blanques peó · b2 blanques peó · c2 blanques peó · d2 blanques peó · g2 blanques peó · h2 blanques peó · a1 blanques torre · b1 blanques cavall · c1 blanques alfil · f1 blanques torre · g1 blanques rei | a8 negres torre · b8 negres cavall · c8 negres alfil · e8 negres rei · f8 negres alfil · g8 negres cavall · h8 negres torre · a7 negres peó · b7 negres peó · c7 negres peó · d7 negres peó · f7 negres peó · h7 negres peó · f6 negres dama · c4 blanques alfil · e4 blanques peó · f4 negres peó · f3 blanques dama · a2 blanques peó · b2 blanques peó · c2 blanques peó · d2 blanques peó · g2 blanques peó · h2 blanques peó · a1 blanques torre · b1 blanques cavall · c1 blanques alfil · f1 blanques torre · g1 blanques rei | a8 negres torre · b8 negres cavall · c8 negres alfil · e8 negres rei · f8 negres alfil · g8 negres cavall · h8 negres torre · a7 negres peó · b7 negres peó · c7 negres peó · d7 negres peó · f7 negres peó · h7 negres peó · f6 negres dama · c4 blanques alfil · e4 blanques peó · f4 negres peó · f3 blanques dama · a2 blanques peó · b2 blanques peó · c2 blanques peó · d2 blanques peó · g2 blanques peó · h2 blanques peó · a1 blanques torre · b1 blanques cavall · c1 blanques alfil · f1 blanques torre · g1 blanques rei | a8 negres torre · b8 negres cavall · c8 negres alfil · e8 negres rei · f8 negres alfil · g8 negres cavall · h8 negres torre · a7 negres peó · b7 negres peó · c7 negres peó · d7 negres peó · f7 negres peó · h7 negres peó · f6 negres dama · c4 blanques alfil · e4 blanques peó · f4 negres peó · f3 blanques dama · a2 blanques peó · b2 blanques peó · c2 blanques peó · d2 blanques peó · g2 blanques peó · h2 blanques peó · a1 blanques torre · b1 blanques cavall · c1 blanques alfil · f1 blanques torre · g1 blanques rei | a8 negres torre · b8 negres cavall · c8 negres alfil · e8 negres rei · f8 negres alfil · g8 negres cavall · h8 negres torre · a7 negres peó · b7 negres peó · c7 negres peó · d7 negres peó · f7 negres peó · h7 negres peó · f6 negres dama · c4 blanques alfil · e4 blanques peó · f4 negres peó · f3 blanques dama · a2 blanques peó · b2 blanques peó · c2 blanques peó · d2 blanques peó · g2 blanques peó · h2 blanques peó · a1 blanques torre · b1 blanques cavall · c1 blanques alfil · f1 blanques torre · g1 blanques rei | a8 negres torre · b8 negres cavall · c8 negres alfil · e8 negres rei · f8 negres alfil · g8 negres cavall · h8 negres torre · a7 negres peó · b7 negres peó · c7 negres peó · d7 negres peó · f7 negres peó · h7 negres peó · f6 negres dama · c4 blanques alfil · e4 blanques peó · f4 negres peó · f3 blanques dama · a2 blanques peó · b2 blanques peó · c2 blanques peó · d2 blanques peó · g2 blanques peó · h2 blanques peó · a1 blanques torre · b1 blanques cavall · c1 blanques alfil · f1 blanques torre · g1 blanques rei | a8 negres torre · b8 negres cavall · c8 negres alfil · e8 negres rei · f8 negres alfil · g8 negres cavall · h8 negres torre · a7 negres peó · b7 negres peó · c7 negres peó · d7 negres peó · f7 negres peó · h7 negres peó · f6 negres dama · c4 blanques alfil · e4 blanques peó · f4 negres peó · f3 blanques dama · a2 blanques peó · b2 blanques peó · c2 blanques peó · d2 blanques peó · g2 blanques peó · h2 blanques peó · a1 blanques torre · b1 blanques cavall · c1 blanques alfil · f1 blanques torre · g1 blanques rei | a8 negres torre · b8 negres cavall · c8 negres alfil · e8 negres rei · f8 negres alfil · g8 negres cavall · h8 negres torre · a7 negres peó · b7 negres peó · c7 negres peó · d7 negres peó · f7 negres peó · h7 negres peó · f6 negres dama · c4 blanques alfil · e4 blanques peó · f4 negres peó · f3 blanques dama · a2 blanques peó · b2 blanques peó · c2 blanques peó · d2 blanques peó · g2 blanques peó · h2 blanques peó · a1 blanques torre · b1 blanques cavall · c1 blanques alfil · f1 blanques torre · g1 blanques rei | 2 |
| 1 | a8 negres torre · b8 negres cavall · c8 negres alfil · e8 negres rei · f8 negres alfil · g8 negres cavall · h8 negres torre · a7 negres peó · b7 negres peó · c7 negres peó · d7 negres peó · f7 negres peó · h7 negres peó · f6 negres dama · c4 blanques alfil · e4 blanques peó · f4 negres peó · f3 blanques dama · a2 blanques peó · b2 blanques peó · c2 blanques peó · d2 blanques peó · g2 blanques peó · h2 blanques peó · a1 blanques torre · b1 blanques cavall · c1 blanques alfil · f1 blanques torre · g1 blanques rei | a8 negres torre · b8 negres cavall · c8 negres alfil · e8 negres rei · f8 negres alfil · g8 negres cavall · h8 negres torre · a7 negres peó · b7 negres peó · c7 negres peó · d7 negres peó · f7 negres peó · h7 negres peó · f6 negres dama · c4 blanques alfil · e4 blanques peó · f4 negres peó · f3 blanques dama · a2 blanques peó · b2 blanques peó · c2 blanques peó · d2 blanques peó · g2 blanques peó · h2 blanques peó · a1 blanques torre · b1 blanques cavall · c1 blanques alfil · f1 blanques torre · g1 blanques rei | a8 negres torre · b8 negres cavall · c8 negres alfil · e8 negres rei · f8 negres alfil · g8 negres cavall · h8 negres torre · a7 negres peó · b7 negres peó · c7 negres peó · d7 negres peó · f7 negres peó · h7 negres peó · f6 negres dama · c4 blanques alfil · e4 blanques peó · f4 negres peó · f3 blanques dama · a2 blanques peó · b2 blanques peó · c2 blanques peó · d2 blanques peó · g2 blanques peó · h2 blanques peó · a1 blanques torre · b1 blanques cavall · c1 blanques alfil · f1 blanques torre · g1 blanques rei | a8 negres torre · b8 negres cavall · c8 negres alfil · e8 negres rei · f8 negres alfil · g8 negres cavall · h8 negres torre · a7 negres peó · b7 negres peó · c7 negres peó · d7 negres peó · f7 negres peó · h7 negres peó · f6 negres dama · c4 blanques alfil · e4 blanques peó · f4 negres peó · f3 blanques dama · a2 blanques peó · b2 blanques peó · c2 blanques peó · d2 blanques peó · g2 blanques peó · h2 blanques peó · a1 blanques torre · b1 blanques cavall · c1 blanques alfil · f1 blanques torre · g1 blanques rei | a8 negres torre · b8 negres cavall · c8 negres alfil · e8 negres rei · f8 negres alfil · g8 negres cavall · h8 negres torre · a7 negres peó · b7 negres peó · c7 negres peó · d7 negres peó · f7 negres peó · h7 negres peó · f6 negres dama · c4 blanques alfil · e4 blanques peó · f4 negres peó · f3 blanques dama · a2 blanques peó · b2 blanques peó · c2 blanques peó · d2 blanques peó · g2 blanques peó · h2 blanques peó · a1 blanques torre · b1 blanques cavall · c1 blanques alfil · f1 blanques torre · g1 blanques rei | a8 negres torre · b8 negres cavall · c8 negres alfil · e8 negres rei · f8 negres alfil · g8 negres cavall · h8 negres torre · a7 negres peó · b7 negres peó · c7 negres peó · d7 negres peó · f7 negres peó · h7 negres peó · f6 negres dama · c4 blanques alfil · e4 blanques peó · f4 negres peó · f3 blanques dama · a2 blanques peó · b2 blanques peó · c2 blanques peó · d2 blanques peó · g2 blanques peó · h2 blanques peó · a1 blanques torre · b1 blanques cavall · c1 blanques alfil · f1 blanques torre · g1 blanques rei | a8 negres torre · b8 negres cavall · c8 negres alfil · e8 negres rei · f8 negres alfil · g8 negres cavall · h8 negres torre · a7 negres peó · b7 negres peó · c7 negres peó · d7 negres peó · f7 negres peó · h7 negres peó · f6 negres dama · c4 blanques alfil · e4 blanques peó · f4 negres peó · f3 blanques dama · a2 blanques peó · b2 blanques peó · c2 blanques peó · d2 blanques peó · g2 blanques peó · h2 blanques peó · a1 blanques torre · b1 blanques cavall · c1 blanques alfil · f1 blanques torre · g1 blanques rei | a8 negres torre · b8 negres cavall · c8 negres alfil · e8 negres rei · f8 negres alfil · g8 negres cavall · h8 negres torre · a7 negres peó · b7 negres peó · c7 negres peó · d7 negres peó · f7 negres peó · h7 negres peó · f6 negres dama · c4 blanques alfil · e4 blanques peó · f4 negres peó · f3 blanques dama · a2 blanques peó · b2 blanques peó · c2 blanques peó · d2 blanques peó · g2 blanques peó · h2 blanques peó · a1 blanques torre · b1 blanques cavall · c1 blanques alfil · f1 blanques torre · g1 blanques rei | 1 |
|   | a | b | c | d | e | f | g | h |   |

"La posició temàtica inicial del Muzio. La darrera jugada de les negres és definitivament la millor, ja que no només bloqueja la columna-f, sinó que també impedeix la formació d'un centre de peons blanc amb d4." Una línia secundària seria 6...De7, quan la millor rèplica blanca comença amb 7.d4 Cc6 8.Cc3! com a Steinitz-Anderssen (partida amistosa), Londres 1862. Walter Korn dona simplement 7.d3! seguit de 8.Cc3 com a línia de lleuger avantatge per les blanques.
El GM Dmitri Andreikin va jugar l'estranya 6...Ah6 contra Hikaru Nakamura al Campionat del món d'escacs ràpids de 2010, tot i que va acabar perdent. Marović i Sušić va escriure que 6...Ah6 no ajuda les negres, a causa de 7.d4 Dh4 8.Cc3 Ce7 9.g3 fxg3 10.hxg3 Dh3 11.Tf2. Segons Keres, les negres estan lluny d'igualar després de 6...Ah6 7.d4 Df6 8.e5 Df5 9.Cc3.
7. e5
"El més lògic. Amb aquest sacrifici addicional les blanques obren noves línies per l'atac." Una continuació més cauta seria 7.d3 Ah6 8.Cc3 Ce7, quan 9.e5! Dxe5 10.Ad2 transposa a la línia principal amb 7.e5, quan 9.Axf4 Axf4 10.Dxf4 Dxf4 11.Txf4 f5! porta a l'avantatge negre. També és possible 7.c3 Cc6 8.d4 Cxd4 9.Axf7+ Dxf7 10.cxd4 Ah6 11.Cc3 d6 12.Cd5 Ae6 13.Cxf4 Axf4 14.Axf4 0-0-0 15.d5 Ad7 16.Dc3 Df6 17.e5 Dg7 18.Tae1 (18.e6=) 18...Ab5 19.Tf2 Ce7 20.Da5 Cxd5= (Kortxnoi).
7...Dxe5
i ara les opcions principals de les blanques són 8.Axf7+!? i 8.d3:

### Doble Muzio: 8.Axf7+!?
8. Axf7+!?
Això és conegut com a Doble Muzio, "la millor versió del Muzio" segons Keene. És molt perillós contra un oponent mal preparat; de tota manera, la seva viabilitat ha estat posada en qüestió.
8... Rxf7 9. d4 (diagrama) Df5!
|   | a | b | c | d | e | f | g | h |   |
| 8 | a8 negres torre · b8 negres cavall · c8 negres alfil · f8 negres alfil · g8 negres cavall · h8 negres torre · a7 negres peó · b7 negres peó · c7 negres peó · d7 negres peó · f7 negres rei · h7 negres peó · e5 negres dama · d4 blanques peó · f4 negres peó · f3 blanques dama · a2 blanques peó · b2 blanques peó · c2 blanques peó · g2 blanques peó · h2 blanques peó · a1 blanques torre · b1 blanques cavall · c1 blanques alfil · f1 blanques torre · g1 blanques rei | a8 negres torre · b8 negres cavall · c8 negres alfil · f8 negres alfil · g8 negres cavall · h8 negres torre · a7 negres peó · b7 negres peó · c7 negres peó · d7 negres peó · f7 negres rei · h7 negres peó · e5 negres dama · d4 blanques peó · f4 negres peó · f3 blanques dama · a2 blanques peó · b2 blanques peó · c2 blanques peó · g2 blanques peó · h2 blanques peó · a1 blanques torre · b1 blanques cavall · c1 blanques alfil · f1 blanques torre · g1 blanques rei | a8 negres torre · b8 negres cavall · c8 negres alfil · f8 negres alfil · g8 negres cavall · h8 negres torre · a7 negres peó · b7 negres peó · c7 negres peó · d7 negres peó · f7 negres rei · h7 negres peó · e5 negres dama · d4 blanques peó · f4 negres peó · f3 blanques dama · a2 blanques peó · b2 blanques peó · c2 blanques peó · g2 blanques peó · h2 blanques peó · a1 blanques torre · b1 blanques cavall · c1 blanques alfil · f1 blanques torre · g1 blanques rei | a8 negres torre · b8 negres cavall · c8 negres alfil · f8 negres alfil · g8 negres cavall · h8 negres torre · a7 negres peó · b7 negres peó · c7 negres peó · d7 negres peó · f7 negres rei · h7 negres peó · e5 negres dama · d4 blanques peó · f4 negres peó · f3 blanques dama · a2 blanques peó · b2 blanques peó · c2 blanques peó · g2 blanques peó · h2 blanques peó · a1 blanques torre · b1 blanques cavall · c1 blanques alfil · f1 blanques torre · g1 blanques rei | a8 negres torre · b8 negres cavall · c8 negres alfil · f8 negres alfil · g8 negres cavall · h8 negres torre · a7 negres peó · b7 negres peó · c7 negres peó · d7 negres peó · f7 negres rei · h7 negres peó · e5 negres dama · d4 blanques peó · f4 negres peó · f3 blanques dama · a2 blanques peó · b2 blanques peó · c2 blanques peó · g2 blanques peó · h2 blanques peó · a1 blanques torre · b1 blanques cavall · c1 blanques alfil · f1 blanques torre · g1 blanques rei | a8 negres torre · b8 negres cavall · c8 negres alfil · f8 negres alfil · g8 negres cavall · h8 negres torre · a7 negres peó · b7 negres peó · c7 negres peó · d7 negres peó · f7 negres rei · h7 negres peó · e5 negres dama · d4 blanques peó · f4 negres peó · f3 blanques dama · a2 blanques peó · b2 blanques peó · c2 blanques peó · g2 blanques peó · h2 blanques peó · a1 blanques torre · b1 blanques cavall · c1 blanques alfil · f1 blanques torre · g1 blanques rei | a8 negres torre · b8 negres cavall · c8 negres alfil · f8 negres alfil · g8 negres cavall · h8 negres torre · a7 negres peó · b7 negres peó · c7 negres peó · d7 negres peó · f7 negres rei · h7 negres peó · e5 negres dama · d4 blanques peó · f4 negres peó · f3 blanques dama · a2 blanques peó · b2 blanques peó · c2 blanques peó · g2 blanques peó · h2 blanques peó · a1 blanques torre · b1 blanques cavall · c1 blanques alfil · f1 blanques torre · g1 blanques rei | a8 negres torre · b8 negres cavall · c8 negres alfil · f8 negres alfil · g8 negres cavall · h8 negres torre · a7 negres peó · b7 negres peó · c7 negres peó · d7 negres peó · f7 negres rei · h7 negres peó · e5 negres dama · d4 blanques peó · f4 negres peó · f3 blanques dama · a2 blanques peó · b2 blanques peó · c2 blanques peó · g2 blanques peó · h2 blanques peó · a1 blanques torre · b1 blanques cavall · c1 blanques alfil · f1 blanques torre · g1 blanques rei | 8 |
| 7 | a8 negres torre · b8 negres cavall · c8 negres alfil · f8 negres alfil · g8 negres cavall · h8 negres torre · a7 negres peó · b7 negres peó · c7 negres peó · d7 negres peó · f7 negres rei · h7 negres peó · e5 negres dama · d4 blanques peó · f4 negres peó · f3 blanques dama · a2 blanques peó · b2 blanques peó · c2 blanques peó · g2 blanques peó · h2 blanques peó · a1 blanques torre · b1 blanques cavall · c1 blanques alfil · f1 blanques torre · g1 blanques rei | a8 negres torre · b8 negres cavall · c8 negres alfil · f8 negres alfil · g8 negres cavall · h8 negres torre · a7 negres peó · b7 negres peó · c7 negres peó · d7 negres peó · f7 negres rei · h7 negres peó · e5 negres dama · d4 blanques peó · f4 negres peó · f3 blanques dama · a2 blanques peó · b2 blanques peó · c2 blanques peó · g2 blanques peó · h2 blanques peó · a1 blanques torre · b1 blanques cavall · c1 blanques alfil · f1 blanques torre · g1 blanques rei | a8 negres torre · b8 negres cavall · c8 negres alfil · f8 negres alfil · g8 negres cavall · h8 negres torre · a7 negres peó · b7 negres peó · c7 negres peó · d7 negres peó · f7 negres rei · h7 negres peó · e5 negres dama · d4 blanques peó · f4 negres peó · f3 blanques dama · a2 blanques peó · b2 blanques peó · c2 blanques peó · g2 blanques peó · h2 blanques peó · a1 blanques torre · b1 blanques cavall · c1 blanques alfil · f1 blanques torre · g1 blanques rei | a8 negres torre · b8 negres cavall · c8 negres alfil · f8 negres alfil · g8 negres cavall · h8 negres torre · a7 negres peó · b7 negres peó · c7 negres peó · d7 negres peó · f7 negres rei · h7 negres peó · e5 negres dama · d4 blanques peó · f4 negres peó · f3 blanques dama · a2 blanques peó · b2 blanques peó · c2 blanques peó · g2 blanques peó · h2 blanques peó · a1 blanques torre · b1 blanques cavall · c1 blanques alfil · f1 blanques torre · g1 blanques rei | a8 negres torre · b8 negres cavall · c8 negres alfil · f8 negres alfil · g8 negres cavall · h8 negres torre · a7 negres peó · b7 negres peó · c7 negres peó · d7 negres peó · f7 negres rei · h7 negres peó · e5 negres dama · d4 blanques peó · f4 negres peó · f3 blanques dama · a2 blanques peó · b2 blanques peó · c2 blanques peó · g2 blanques peó · h2 blanques peó · a1 blanques torre · b1 blanques cavall · c1 blanques alfil · f1 blanques torre · g1 blanques rei | a8 negres torre · b8 negres cavall · c8 negres alfil · f8 negres alfil · g8 negres cavall · h8 negres torre · a7 negres peó · b7 negres peó · c7 negres peó · d7 negres peó · f7 negres rei · h7 negres peó · e5 negres dama · d4 blanques peó · f4 negres peó · f3 blanques dama · a2 blanques peó · b2 blanques peó · c2 blanques peó · g2 blanques peó · h2 blanques peó · a1 blanques torre · b1 blanques cavall · c1 blanques alfil · f1 blanques torre · g1 blanques rei | a8 negres torre · b8 negres cavall · c8 negres alfil · f8 negres alfil · g8 negres cavall · h8 negres torre · a7 negres peó · b7 negres peó · c7 negres peó · d7 negres peó · f7 negres rei · h7 negres peó · e5 negres dama · d4 blanques peó · f4 negres peó · f3 blanques dama · a2 blanques peó · b2 blanques peó · c2 blanques peó · g2 blanques peó · h2 blanques peó · a1 blanques torre · b1 blanques cavall · c1 blanques alfil · f1 blanques torre · g1 blanques rei | a8 negres torre · b8 negres cavall · c8 negres alfil · f8 negres alfil · g8 negres cavall · h8 negres torre · a7 negres peó · b7 negres peó · c7 negres peó · d7 negres peó · f7 negres rei · h7 negres peó · e5 negres dama · d4 blanques peó · f4 negres peó · f3 blanques dama · a2 blanques peó · b2 blanques peó · c2 blanques peó · g2 blanques peó · h2 blanques peó · a1 blanques torre · b1 blanques cavall · c1 blanques alfil · f1 blanques torre · g1 blanques rei | 7 |
| 6 | a8 negres torre · b8 negres cavall · c8 negres alfil · f8 negres alfil · g8 negres cavall · h8 negres torre · a7 negres peó · b7 negres peó · c7 negres peó · d7 negres peó · f7 negres rei · h7 negres peó · e5 negres dama · d4 blanques peó · f4 negres peó · f3 blanques dama · a2 blanques peó · b2 blanques peó · c2 blanques peó · g2 blanques peó · h2 blanques peó · a1 blanques torre · b1 blanques cavall · c1 blanques alfil · f1 blanques torre · g1 blanques rei | a8 negres torre · b8 negres cavall · c8 negres alfil · f8 negres alfil · g8 negres cavall · h8 negres torre · a7 negres peó · b7 negres peó · c7 negres peó · d7 negres peó · f7 negres rei · h7 negres peó · e5 negres dama · d4 blanques peó · f4 negres peó · f3 blanques dama · a2 blanques peó · b2 blanques peó · c2 blanques peó · g2 blanques peó · h2 blanques peó · a1 blanques torre · b1 blanques cavall · c1 blanques alfil · f1 blanques torre · g1 blanques rei | a8 negres torre · b8 negres cavall · c8 negres alfil · f8 negres alfil · g8 negres cavall · h8 negres torre · a7 negres peó · b7 negres peó · c7 negres peó · d7 negres peó · f7 negres rei · h7 negres peó · e5 negres dama · d4 blanques peó · f4 negres peó · f3 blanques dama · a2 blanques peó · b2 blanques peó · c2 blanques peó · g2 blanques peó · h2 blanques peó · a1 blanques torre · b1 blanques cavall · c1 blanques alfil · f1 blanques torre · g1 blanques rei | a8 negres torre · b8 negres cavall · c8 negres alfil · f8 negres alfil · g8 negres cavall · h8 negres torre · a7 negres peó · b7 negres peó · c7 negres peó · d7 negres peó · f7 negres rei · h7 negres peó · e5 negres dama · d4 blanques peó · f4 negres peó · f3 blanques dama · a2 blanques peó · b2 blanques peó · c2 blanques peó · g2 blanques peó · h2 blanques peó · a1 blanques torre · b1 blanques cavall · c1 blanques alfil · f1 blanques torre · g1 blanques rei | a8 negres torre · b8 negres cavall · c8 negres alfil · f8 negres alfil · g8 negres cavall · h8 negres torre · a7 negres peó · b7 negres peó · c7 negres peó · d7 negres peó · f7 negres rei · h7 negres peó · e5 negres dama · d4 blanques peó · f4 negres peó · f3 blanques dama · a2 blanques peó · b2 blanques peó · c2 blanques peó · g2 blanques peó · h2 blanques peó · a1 blanques torre · b1 blanques cavall · c1 blanques alfil · f1 blanques torre · g1 blanques rei | a8 negres torre · b8 negres cavall · c8 negres alfil · f8 negres alfil · g8 negres cavall · h8 negres torre · a7 negres peó · b7 negres peó · c7 negres peó · d7 negres peó · f7 negres rei · h7 negres peó · e5 negres dama · d4 blanques peó · f4 negres peó · f3 blanques dama · a2 blanques peó · b2 blanques peó · c2 blanques peó · g2 blanques peó · h2 blanques peó · a1 blanques torre · b1 blanques cavall · c1 blanques alfil · f1 blanques torre · g1 blanques rei | a8 negres torre · b8 negres cavall · c8 negres alfil · f8 negres alfil · g8 negres cavall · h8 negres torre · a7 negres peó · b7 negres peó · c7 negres peó · d7 negres peó · f7 negres rei · h7 negres peó · e5 negres dama · d4 blanques peó · f4 negres peó · f3 blanques dama · a2 blanques peó · b2 blanques peó · c2 blanques peó · g2 blanques peó · h2 blanques peó · a1 blanques torre · b1 blanques cavall · c1 blanques alfil · f1 blanques torre · g1 blanques rei | a8 negres torre · b8 negres cavall · c8 negres alfil · f8 negres alfil · g8 negres cavall · h8 negres torre · a7 negres peó · b7 negres peó · c7 negres peó · d7 negres peó · f7 negres rei · h7 negres peó · e5 negres dama · d4 blanques peó · f4 negres peó · f3 blanques dama · a2 blanques peó · b2 blanques peó · c2 blanques peó · g2 blanques peó · h2 blanques peó · a1 blanques torre · b1 blanques cavall · c1 blanques alfil · f1 blanques torre · g1 blanques rei | 6 |
| 5 | a8 negres torre · b8 negres cavall · c8 negres alfil · f8 negres alfil · g8 negres cavall · h8 negres torre · a7 negres peó · b7 negres peó · c7 negres peó · d7 negres peó · f7 negres rei · h7 negres peó · e5 negres dama · d4 blanques peó · f4 negres peó · f3 blanques dama · a2 blanques peó · b2 blanques peó · c2 blanques peó · g2 blanques peó · h2 blanques peó · a1 blanques torre · b1 blanques cavall · c1 blanques alfil · f1 blanques torre · g1 blanques rei | a8 negres torre · b8 negres cavall · c8 negres alfil · f8 negres alfil · g8 negres cavall · h8 negres torre · a7 negres peó · b7 negres peó · c7 negres peó · d7 negres peó · f7 negres rei · h7 negres peó · e5 negres dama · d4 blanques peó · f4 negres peó · f3 blanques dama · a2 blanques peó · b2 blanques peó · c2 blanques peó · g2 blanques peó · h2 blanques peó · a1 blanques torre · b1 blanques cavall · c1 blanques alfil · f1 blanques torre · g1 blanques rei | a8 negres torre · b8 negres cavall · c8 negres alfil · f8 negres alfil · g8 negres cavall · h8 negres torre · a7 negres peó · b7 negres peó · c7 negres peó · d7 negres peó · f7 negres rei · h7 negres peó · e5 negres dama · d4 blanques peó · f4 negres peó · f3 blanques dama · a2 blanques peó · b2 blanques peó · c2 blanques peó · g2 blanques peó · h2 blanques peó · a1 blanques torre · b1 blanques cavall · c1 blanques alfil · f1 blanques torre · g1 blanques rei | a8 negres torre · b8 negres cavall · c8 negres alfil · f8 negres alfil · g8 negres cavall · h8 negres torre · a7 negres peó · b7 negres peó · c7 negres peó · d7 negres peó · f7 negres rei · h7 negres peó · e5 negres dama · d4 blanques peó · f4 negres peó · f3 blanques dama · a2 blanques peó · b2 blanques peó · c2 blanques peó · g2 blanques peó · h2 blanques peó · a1 blanques torre · b1 blanques cavall · c1 blanques alfil · f1 blanques torre · g1 blanques rei | a8 negres torre · b8 negres cavall · c8 negres alfil · f8 negres alfil · g8 negres cavall · h8 negres torre · a7 negres peó · b7 negres peó · c7 negres peó · d7 negres peó · f7 negres rei · h7 negres peó · e5 negres dama · d4 blanques peó · f4 negres peó · f3 blanques dama · a2 blanques peó · b2 blanques peó · c2 blanques peó · g2 blanques peó · h2 blanques peó · a1 blanques torre · b1 blanques cavall · c1 blanques alfil · f1 blanques torre · g1 blanques rei | a8 negres torre · b8 negres cavall · c8 negres alfil · f8 negres alfil · g8 negres cavall · h8 negres torre · a7 negres peó · b7 negres peó · c7 negres peó · d7 negres peó · f7 negres rei · h7 negres peó · e5 negres dama · d4 blanques peó · f4 negres peó · f3 blanques dama · a2 blanques peó · b2 blanques peó · c2 blanques peó · g2 blanques peó · h2 blanques peó · a1 blanques torre · b1 blanques cavall · c1 blanques alfil · f1 blanques torre · g1 blanques rei | a8 negres torre · b8 negres cavall · c8 negres alfil · f8 negres alfil · g8 negres cavall · h8 negres torre · a7 negres peó · b7 negres peó · c7 negres peó · d7 negres peó · f7 negres rei · h7 negres peó · e5 negres dama · d4 blanques peó · f4 negres peó · f3 blanques dama · a2 blanques peó · b2 blanques peó · c2 blanques peó · g2 blanques peó · h2 blanques peó · a1 blanques torre · b1 blanques cavall · c1 blanques alfil · f1 blanques torre · g1 blanques rei | a8 negres torre · b8 negres cavall · c8 negres alfil · f8 negres alfil · g8 negres cavall · h8 negres torre · a7 negres peó · b7 negres peó · c7 negres peó · d7 negres peó · f7 negres rei · h7 negres peó · e5 negres dama · d4 blanques peó · f4 negres peó · f3 blanques dama · a2 blanques peó · b2 blanques peó · c2 blanques peó · g2 blanques peó · h2 blanques peó · a1 blanques torre · b1 blanques cavall · c1 blanques alfil · f1 blanques torre · g1 blanques rei | 5 |
| 4 | a8 negres torre · b8 negres cavall · c8 negres alfil · f8 negres alfil · g8 negres cavall · h8 negres torre · a7 negres peó · b7 negres peó · c7 negres peó · d7 negres peó · f7 negres rei · h7 negres peó · e5 negres dama · d4 blanques peó · f4 negres peó · f3 blanques dama · a2 blanques peó · b2 blanques peó · c2 blanques peó · g2 blanques peó · h2 blanques peó · a1 blanques torre · b1 blanques cavall · c1 blanques alfil · f1 blanques torre · g1 blanques rei | a8 negres torre · b8 negres cavall · c8 negres alfil · f8 negres alfil · g8 negres cavall · h8 negres torre · a7 negres peó · b7 negres peó · c7 negres peó · d7 negres peó · f7 negres rei · h7 negres peó · e5 negres dama · d4 blanques peó · f4 negres peó · f3 blanques dama · a2 blanques peó · b2 blanques peó · c2 blanques peó · g2 blanques peó · h2 blanques peó · a1 blanques torre · b1 blanques cavall · c1 blanques alfil · f1 blanques torre · g1 blanques rei | a8 negres torre · b8 negres cavall · c8 negres alfil · f8 negres alfil · g8 negres cavall · h8 negres torre · a7 negres peó · b7 negres peó · c7 negres peó · d7 negres peó · f7 negres rei · h7 negres peó · e5 negres dama · d4 blanques peó · f4 negres peó · f3 blanques dama · a2 blanques peó · b2 blanques peó · c2 blanques peó · g2 blanques peó · h2 blanques peó · a1 blanques torre · b1 blanques cavall · c1 blanques alfil · f1 blanques torre · g1 blanques rei | a8 negres torre · b8 negres cavall · c8 negres alfil · f8 negres alfil · g8 negres cavall · h8 negres torre · a7 negres peó · b7 negres peó · c7 negres peó · d7 negres peó · f7 negres rei · h7 negres peó · e5 negres dama · d4 blanques peó · f4 negres peó · f3 blanques dama · a2 blanques peó · b2 blanques peó · c2 blanques peó · g2 blanques peó · h2 blanques peó · a1 blanques torre · b1 blanques cavall · c1 blanques alfil · f1 blanques torre · g1 blanques rei | a8 negres torre · b8 negres cavall · c8 negres alfil · f8 negres alfil · g8 negres cavall · h8 negres torre · a7 negres peó · b7 negres peó · c7 negres peó · d7 negres peó · f7 negres rei · h7 negres peó · e5 negres dama · d4 blanques peó · f4 negres peó · f3 blanques dama · a2 blanques peó · b2 blanques peó · c2 blanques peó · g2 blanques peó · h2 blanques peó · a1 blanques torre · b1 blanques cavall · c1 blanques alfil · f1 blanques torre · g1 blanques rei | a8 negres torre · b8 negres cavall · c8 negres alfil · f8 negres alfil · g8 negres cavall · h8 negres torre · a7 negres peó · b7 negres peó · c7 negres peó · d7 negres peó · f7 negres rei · h7 negres peó · e5 negres dama · d4 blanques peó · f4 negres peó · f3 blanques dama · a2 blanques peó · b2 blanques peó · c2 blanques peó · g2 blanques peó · h2 blanques peó · a1 blanques torre · b1 blanques cavall · c1 blanques alfil · f1 blanques torre · g1 blanques rei | a8 negres torre · b8 negres cavall · c8 negres alfil · f8 negres alfil · g8 negres cavall · h8 negres torre · a7 negres peó · b7 negres peó · c7 negres peó · d7 negres peó · f7 negres rei · h7 negres peó · e5 negres dama · d4 blanques peó · f4 negres peó · f3 blanques dama · a2 blanques peó · b2 blanques peó · c2 blanques peó · g2 blanques peó · h2 blanques peó · a1 blanques torre · b1 blanques cavall · c1 blanques alfil · f1 blanques torre · g1 blanques rei | a8 negres torre · b8 negres cavall · c8 negres alfil · f8 negres alfil · g8 negres cavall · h8 negres torre · a7 negres peó · b7 negres peó · c7 negres peó · d7 negres peó · f7 negres rei · h7 negres peó · e5 negres dama · d4 blanques peó · f4 negres peó · f3 blanques dama · a2 blanques peó · b2 blanques peó · c2 blanques peó · g2 blanques peó · h2 blanques peó · a1 blanques torre · b1 blanques cavall · c1 blanques alfil · f1 blanques torre · g1 blanques rei | 4 |
| 3 | a8 negres torre · b8 negres cavall · c8 negres alfil · f8 negres alfil · g8 negres cavall · h8 negres torre · a7 negres peó · b7 negres peó · c7 negres peó · d7 negres peó · f7 negres rei · h7 negres peó · e5 negres dama · d4 blanques peó · f4 negres peó · f3 blanques dama · a2 blanques peó · b2 blanques peó · c2 blanques peó · g2 blanques peó · h2 blanques peó · a1 blanques torre · b1 blanques cavall · c1 blanques alfil · f1 blanques torre · g1 blanques rei | a8 negres torre · b8 negres cavall · c8 negres alfil · f8 negres alfil · g8 negres cavall · h8 negres torre · a7 negres peó · b7 negres peó · c7 negres peó · d7 negres peó · f7 negres rei · h7 negres peó · e5 negres dama · d4 blanques peó · f4 negres peó · f3 blanques dama · a2 blanques peó · b2 blanques peó · c2 blanques peó · g2 blanques peó · h2 blanques peó · a1 blanques torre · b1 blanques cavall · c1 blanques alfil · f1 blanques torre · g1 blanques rei | a8 negres torre · b8 negres cavall · c8 negres alfil · f8 negres alfil · g8 negres cavall · h8 negres torre · a7 negres peó · b7 negres peó · c7 negres peó · d7 negres peó · f7 negres rei · h7 negres peó · e5 negres dama · d4 blanques peó · f4 negres peó · f3 blanques dama · a2 blanques peó · b2 blanques peó · c2 blanques peó · g2 blanques peó · h2 blanques peó · a1 blanques torre · b1 blanques cavall · c1 blanques alfil · f1 blanques torre · g1 blanques rei | a8 negres torre · b8 negres cavall · c8 negres alfil · f8 negres alfil · g8 negres cavall · h8 negres torre · a7 negres peó · b7 negres peó · c7 negres peó · d7 negres peó · f7 negres rei · h7 negres peó · e5 negres dama · d4 blanques peó · f4 negres peó · f3 blanques dama · a2 blanques peó · b2 blanques peó · c2 blanques peó · g2 blanques peó · h2 blanques peó · a1 blanques torre · b1 blanques cavall · c1 blanques alfil · f1 blanques torre · g1 blanques rei | a8 negres torre · b8 negres cavall · c8 negres alfil · f8 negres alfil · g8 negres cavall · h8 negres torre · a7 negres peó · b7 negres peó · c7 negres peó · d7 negres peó · f7 negres rei · h7 negres peó · e5 negres dama · d4 blanques peó · f4 negres peó · f3 blanques dama · a2 blanques peó · b2 blanques peó · c2 blanques peó · g2 blanques peó · h2 blanques peó · a1 blanques torre · b1 blanques cavall · c1 blanques alfil · f1 blanques torre · g1 blanques rei | a8 negres torre · b8 negres cavall · c8 negres alfil · f8 negres alfil · g8 negres cavall · h8 negres torre · a7 negres peó · b7 negres peó · c7 negres peó · d7 negres peó · f7 negres rei · h7 negres peó · e5 negres dama · d4 blanques peó · f4 negres peó · f3 blanques dama · a2 blanques peó · b2 blanques peó · c2 blanques peó · g2 blanques peó · h2 blanques peó · a1 blanques torre · b1 blanques cavall · c1 blanques alfil · f1 blanques torre · g1 blanques rei | a8 negres torre · b8 negres cavall · c8 negres alfil · f8 negres alfil · g8 negres cavall · h8 negres torre · a7 negres peó · b7 negres peó · c7 negres peó · d7 negres peó · f7 negres rei · h7 negres peó · e5 negres dama · d4 blanques peó · f4 negres peó · f3 blanques dama · a2 blanques peó · b2 blanques peó · c2 blanques peó · g2 blanques peó · h2 blanques peó · a1 blanques torre · b1 blanques cavall · c1 blanques alfil · f1 blanques torre · g1 blanques rei | a8 negres torre · b8 negres cavall · c8 negres alfil · f8 negres alfil · g8 negres cavall · h8 negres torre · a7 negres peó · b7 negres peó · c7 negres peó · d7 negres peó · f7 negres rei · h7 negres peó · e5 negres dama · d4 blanques peó · f4 negres peó · f3 blanques dama · a2 blanques peó · b2 blanques peó · c2 blanques peó · g2 blanques peó · h2 blanques peó · a1 blanques torre · b1 blanques cavall · c1 blanques alfil · f1 blanques torre · g1 blanques rei | 3 |
| 2 | a8 negres torre · b8 negres cavall · c8 negres alfil · f8 negres alfil · g8 negres cavall · h8 negres torre · a7 negres peó · b7 negres peó · c7 negres peó · d7 negres peó · f7 negres rei · h7 negres peó · e5 negres dama · d4 blanques peó · f4 negres peó · f3 blanques dama · a2 blanques peó · b2 blanques peó · c2 blanques peó · g2 blanques peó · h2 blanques peó · a1 blanques torre · b1 blanques cavall · c1 blanques alfil · f1 blanques torre · g1 blanques rei | a8 negres torre · b8 negres cavall · c8 negres alfil · f8 negres alfil · g8 negres cavall · h8 negres torre · a7 negres peó · b7 negres peó · c7 negres peó · d7 negres peó · f7 negres rei · h7 negres peó · e5 negres dama · d4 blanques peó · f4 negres peó · f3 blanques dama · a2 blanques peó · b2 blanques peó · c2 blanques peó · g2 blanques peó · h2 blanques peó · a1 blanques torre · b1 blanques cavall · c1 blanques alfil · f1 blanques torre · g1 blanques rei | a8 negres torre · b8 negres cavall · c8 negres alfil · f8 negres alfil · g8 negres cavall · h8 negres torre · a7 negres peó · b7 negres peó · c7 negres peó · d7 negres peó · f7 negres rei · h7 negres peó · e5 negres dama · d4 blanques peó · f4 negres peó · f3 blanques dama · a2 blanques peó · b2 blanques peó · c2 blanques peó · g2 blanques peó · h2 blanques peó · a1 blanques torre · b1 blanques cavall · c1 blanques alfil · f1 blanques torre · g1 blanques rei | a8 negres torre · b8 negres cavall · c8 negres alfil · f8 negres alfil · g8 negres cavall · h8 negres torre · a7 negres peó · b7 negres peó · c7 negres peó · d7 negres peó · f7 negres rei · h7 negres peó · e5 negres dama · d4 blanques peó · f4 negres peó · f3 blanques dama · a2 blanques peó · b2 blanques peó · c2 blanques peó · g2 blanques peó · h2 blanques peó · a1 blanques torre · b1 blanques cavall · c1 blanques alfil · f1 blanques torre · g1 blanques rei | a8 negres torre · b8 negres cavall · c8 negres alfil · f8 negres alfil · g8 negres cavall · h8 negres torre · a7 negres peó · b7 negres peó · c7 negres peó · d7 negres peó · f7 negres rei · h7 negres peó · e5 negres dama · d4 blanques peó · f4 negres peó · f3 blanques dama · a2 blanques peó · b2 blanques peó · c2 blanques peó · g2 blanques peó · h2 blanques peó · a1 blanques torre · b1 blanques cavall · c1 blanques alfil · f1 blanques torre · g1 blanques rei | a8 negres torre · b8 negres cavall · c8 negres alfil · f8 negres alfil · g8 negres cavall · h8 negres torre · a7 negres peó · b7 negres peó · c7 negres peó · d7 negres peó · f7 negres rei · h7 negres peó · e5 negres dama · d4 blanques peó · f4 negres peó · f3 blanques dama · a2 blanques peó · b2 blanques peó · c2 blanques peó · g2 blanques peó · h2 blanques peó · a1 blanques torre · b1 blanques cavall · c1 blanques alfil · f1 blanques torre · g1 blanques rei | a8 negres torre · b8 negres cavall · c8 negres alfil · f8 negres alfil · g8 negres cavall · h8 negres torre · a7 negres peó · b7 negres peó · c7 negres peó · d7 negres peó · f7 negres rei · h7 negres peó · e5 negres dama · d4 blanques peó · f4 negres peó · f3 blanques dama · a2 blanques peó · b2 blanques peó · c2 blanques peó · g2 blanques peó · h2 blanques peó · a1 blanques torre · b1 blanques cavall · c1 blanques alfil · f1 blanques torre · g1 blanques rei | a8 negres torre · b8 negres cavall · c8 negres alfil · f8 negres alfil · g8 negres cavall · h8 negres torre · a7 negres peó · b7 negres peó · c7 negres peó · d7 negres peó · f7 negres rei · h7 negres peó · e5 negres dama · d4 blanques peó · f4 negres peó · f3 blanques dama · a2 blanques peó · b2 blanques peó · c2 blanques peó · g2 blanques peó · h2 blanques peó · a1 blanques torre · b1 blanques cavall · c1 blanques alfil · f1 blanques torre · g1 blanques rei | 2 |
| 1 | a8 negres torre · b8 negres cavall · c8 negres alfil · f8 negres alfil · g8 negres cavall · h8 negres torre · a7 negres peó · b7 negres peó · c7 negres peó · d7 negres peó · f7 negres rei · h7 negres peó · e5 negres dama · d4 blanques peó · f4 negres peó · f3 blanques dama · a2 blanques peó · b2 blanques peó · c2 blanques peó · g2 blanques peó · h2 blanques peó · a1 blanques torre · b1 blanques cavall · c1 blanques alfil · f1 blanques torre · g1 blanques rei | a8 negres torre · b8 negres cavall · c8 negres alfil · f8 negres alfil · g8 negres cavall · h8 negres torre · a7 negres peó · b7 negres peó · c7 negres peó · d7 negres peó · f7 negres rei · h7 negres peó · e5 negres dama · d4 blanques peó · f4 negres peó · f3 blanques dama · a2 blanques peó · b2 blanques peó · c2 blanques peó · g2 blanques peó · h2 blanques peó · a1 blanques torre · b1 blanques cavall · c1 blanques alfil · f1 blanques torre · g1 blanques rei | a8 negres torre · b8 negres cavall · c8 negres alfil · f8 negres alfil · g8 negres cavall · h8 negres torre · a7 negres peó · b7 negres peó · c7 negres peó · d7 negres peó · f7 negres rei · h7 negres peó · e5 negres dama · d4 blanques peó · f4 negres peó · f3 blanques dama · a2 blanques peó · b2 blanques peó · c2 blanques peó · g2 blanques peó · h2 blanques peó · a1 blanques torre · b1 blanques cavall · c1 blanques alfil · f1 blanques torre · g1 blanques rei | a8 negres torre · b8 negres cavall · c8 negres alfil · f8 negres alfil · g8 negres cavall · h8 negres torre · a7 negres peó · b7 negres peó · c7 negres peó · d7 negres peó · f7 negres rei · h7 negres peó · e5 negres dama · d4 blanques peó · f4 negres peó · f3 blanques dama · a2 blanques peó · b2 blanques peó · c2 blanques peó · g2 blanques peó · h2 blanques peó · a1 blanques torre · b1 blanques cavall · c1 blanques alfil · f1 blanques torre · g1 blanques rei | a8 negres torre · b8 negres cavall · c8 negres alfil · f8 negres alfil · g8 negres cavall · h8 negres torre · a7 negres peó · b7 negres peó · c7 negres peó · d7 negres peó · f7 negres rei · h7 negres peó · e5 negres dama · d4 blanques peó · f4 negres peó · f3 blanques dama · a2 blanques peó · b2 blanques peó · c2 blanques peó · g2 blanques peó · h2 blanques peó · a1 blanques torre · b1 blanques cavall · c1 blanques alfil · f1 blanques torre · g1 blanques rei | a8 negres torre · b8 negres cavall · c8 negres alfil · f8 negres alfil · g8 negres cavall · h8 negres torre · a7 negres peó · b7 negres peó · c7 negres peó · d7 negres peó · f7 negres rei · h7 negres peó · e5 negres dama · d4 blanques peó · f4 negres peó · f3 blanques dama · a2 blanques peó · b2 blanques peó · c2 blanques peó · g2 blanques peó · h2 blanques peó · a1 blanques torre · b1 blanques cavall · c1 blanques alfil · f1 blanques torre · g1 blanques rei | a8 negres torre · b8 negres cavall · c8 negres alfil · f8 negres alfil · g8 negres cavall · h8 negres torre · a7 negres peó · b7 negres peó · c7 negres peó · d7 negres peó · f7 negres rei · h7 negres peó · e5 negres dama · d4 blanques peó · f4 negres peó · f3 blanques dama · a2 blanques peó · b2 blanques peó · c2 blanques peó · g2 blanques peó · h2 blanques peó · a1 blanques torre · b1 blanques cavall · c1 blanques alfil · f1 blanques torre · g1 blanques rei | a8 negres torre · b8 negres cavall · c8 negres alfil · f8 negres alfil · g8 negres cavall · h8 negres torre · a7 negres peó · b7 negres peó · c7 negres peó · d7 negres peó · f7 negres rei · h7 negres peó · e5 negres dama · d4 blanques peó · f4 negres peó · f3 blanques dama · a2 blanques peó · b2 blanques peó · c2 blanques peó · g2 blanques peó · h2 blanques peó · a1 blanques torre · b1 blanques cavall · c1 blanques alfil · f1 blanques torre · g1 blanques rei | 1 |
|   | a | b | c | d | e | f | g | h |   |

Tradicionalment, la jugada més popular ha estat 9...Dxd4+, i després de 10.Ae3 Df6 11.Axf4 el Gran Mestre per correspondència britànic Peter Millican diu que la posició està "objectivament igualada", mentre el Gran Mestre escocès John Shaw diu que "Si jo estigués segur que arribaria a aquesta posició sempre, recomanaria 4.Ac4 i el Muzio...". Shaw critica agudament 9...Dxd4+ que "captura un peó sense importància, obre una altra columna per l'atac de les blanques, i fa la dama negra vulnerable per les caselles negres"; el Gran Mestre Neil McDonald va fins i tot més enllà i suggereix que 9...Df5 hauria de ser l'únic moviment jugable.
Després de 9...Df5, Shaw cita la partida Showalter-Taubenhaus, Nova York 1889, la qual va continuar amb 10.g4 Dg6 11.Cc3 Cf6 12.Axf4 d6 13.Ag3 Rg7, com a exemple de defensa reeixida per les negres. Iàkov Estrin suggereix 11.Axf4 Cf6 12.Ae5 d6 13.Axf6 Axg4 14.Dg2 Tg8 15.Rh1 Af5 16.Dd5+!, tot valorant la posició com a millor per les blanques. McDonald discuteix aquesta valoració, dient que les negres haurien de guanyar després de 16...Rxf6 17.Cc3 Cc6 18.Txf5+! Re7! Tant Millican com Shaw recomanen 10.Axf4 més que la "tendent a perdre" 10.g4, la qual Shaw descriu com a "poc convincent" després de 10...Cf6.

### Línia principal: 8.d3
8. d3 Ah6 9. Cc3 Ce7 10. Ad2 Cbc6 11. Tae1 Df5!
Hom pensava que les blanques estaven millor fins que aquest moviment fou suggerit el 1858 per un jugador de Milwaukee citat només com a "W.S."; anteriorment 11...Dc5+ era el que es jugava. Louis Paulsen va introduir el nou moviment durant el seu matx amb el puixant Mestre austríac Ignatz Kolisch el 1861, i va guanyar la partida després d'una precisa defensa.
12.Cd5 Rd8
amb les continuacions:
- 13.De2 (un moviment atribuït a l'aficionat britànic R. E. Lean, de vegades mal citat com a "Maclean") i ara:
  - 13...De6 14.Df2 (ni 14.Cxe7, 14.Df3, ni 14.Ac3 no són millors) 14...Df5= (taules per repetició); si 14...Dg4 15.h3 Dg6 16.Axf4 les blanques estan millor (Znosko-Borovsky).
  - 13...b5 14.Cxe7 (segons Tim Harding, 14.Axf4! dona avantatge a les blanques) 14...Dc5+ 15.Tf2 (Berger) Dxe7 (Kortxnoi dona 15...Cxe7! −/+, mentre que Keene dona 15...Cxe7 16.Ac3 Te8 17.Axf7 Tf8 18.Ad4! +−) 16.Dh5 Dg5 17.Dxf7 bxc4! 18.Ac3 Tf8! 19.Af6+ Dxf6 20.Te8+ Txe8 21.Dxf6+ Ce7 22.Dxh6 cxd3 23.cxd3 Tb8 24.Dxh7 Tb6 25.b3 Cg6 amb clar avantatge per les negres.

- 13.Ac3 i les negres tenen tres caselles satisfactòries per a la torre atacada:

- 13...tg8 14.txe7 Cxe7 15.Af6 Te8 16.g4 Dg6 17.De2 Af8 18.g5 d6= (Bilguer).
- 13...Te8, i aquí les blanques han triat 14.Af6 i 14.Cf6, però és millor 14.De2 De6 15.Df3 Df5 16.De2= (taules per repetició, Keene–Pfleger, Montilla 1974).
- 13...Tf8! 14.g4 Dg6 15.h4 Cxd5 16.Axd5 f6 17.De2 Ce5! 18.g5 Axg5! (anàlisi de Panov) quan les negres tenen avantatge i atac al flanc de rei.

### Altres possibilitats blanques al 8è moviment
8. Cc3 Dd4+ 9. Rh1 Dxc4 10. d3 Dc6 11. Dxf4 f6 amb igualtat.
Anàlisi de Korn.